# Red Bull RB16
Red Bull RB16, w sezonie 2021 Red Bull RB16B – samochód Formuły 1, skonstruowany przez Red Bull Racing na sezon 2020. Jego kierowcami zostali Alexander Albon i Max Verstappen (w 2021 Verstappen i Sergio Pérez). Model był rozwinięciem poprzednika z powodu przepisów, które w porównaniu do sezonu 2020 nie zmieniły się znacząco.

## RB16 w wyścigach
Kierowcami pozostali startujący dla Red Bulla w sezonie 2019 Albon i Verstappen. Debiut samochodu został opóźniony z powodu pandemii COVID-19. Co więcej, w związku z pandemią model RB16 był wykorzystany również w sezonie 2021. Ta wersja została oznaczona nazwą RB16B.

## Wyniki
| Legenda oznaczeń w tabelach wyników Wyświetl szablon na nowej stronie | Legenda oznaczeń w tabelach wyników Wyświetl szablon na nowej stronie                                                                     |
| Oznaczenie                                                            | Wyjaśnienie |
| --------------------------------------------------------------------- | --- |
| Złoty                                                                 | Zwycięzca lub mistrzostwo |
| Srebrny                                                               | 2. miejsce lub wicemistrzostwo |
| Brązowy                                                               | 3. miejsce lub II wicemistrzostwo |
| Zielony                                                               | Ukończył, punktował (w klasyfikacji generalnej, gdy zdobył co najmniej jeden punkt na przestrzeni sezonu, poza trzema powyższymi opcjami) |
| Niebieski                                                             | Ukończył, nie punktował (w klasyfikacji generalnej, gdy nie zdobył co najmniej jednego punktu na przestrzeni sezonu)                      |
| Czerwony                                                              | Nie zakwalifikował się (NZ) |
| Czerwony                                                              | Nie prekwalifikował się (NPK) |
| Różowy                                                                | Nie ukończył (NU) |
| Różowy                                                                | Niesklasyfikowany (NS) (w klasyfikacji generalnej, gdy nie został sklasyfikowany w żadnym wyścigu sezonu)                                 |
| Czarny                                                                | Zdyskwalifikowany (DK) |
| Czarny                                                                | Wykluczony (WYK/EX) |
| Biały                                                                 | Nie wystartował (NW) |
| Biały                                                                 | Kontuzjowany (K/INJ) |
| Biały                                                                 | Wyścig odwołany (OD/C) |
| Bez koloru                                                            | Został wycofany (WYC/WD) |
| Bez koloru                                                            | Nie przybył (NP/DNA) |
| Bez koloru                                                            | Nie brał udziału w treningach (NT/DNP) |
| Bez koloru                                                            | Nie został zgłoszony (–) |
| Pogrubienie                                                           | Start z pole position |
| Kursywa                                                               | Najszybsze okrążenie wyścigu |
| †                                                                     | Nie ukończył, ale jego rezultat został zaliczony ze względu na przejechanie więcej niż 90% dystansu wyścigu.                              |
| *                                                                     | Sezon w trakcie |
| 1/2/3                                                                 | Punktowana pozycja w sprincie kwalifikacyjnym                                                                                             |
| Lista systemów punktacji Formuły 1                                    | |

| Sezon | Konstruktor    | Kierowcy        | Wyniki w poszczególnych eliminacjach | Wyniki w poszczególnych eliminacjach | Wyniki w poszczególnych eliminacjach | Wyniki w poszczególnych eliminacjach | Wyniki w poszczególnych eliminacjach | Wyniki w poszczególnych eliminacjach | Wyniki w poszczególnych eliminacjach | Wyniki w poszczególnych eliminacjach | Wyniki w poszczególnych eliminacjach | Wyniki w poszczególnych eliminacjach | Wyniki w poszczególnych eliminacjach | Wyniki w poszczególnych eliminacjach | Wyniki w poszczególnych eliminacjach | Wyniki w poszczególnych eliminacjach | Wyniki w poszczególnych eliminacjach | Wyniki w poszczególnych eliminacjach | Wyniki w poszczególnych eliminacjach | Wyniki w poszczególnych eliminacjach | Wyniki w poszczególnych eliminacjach | Wyniki w poszczególnych eliminacjach | Wyniki w poszczególnych eliminacjach | Wyniki w poszczególnych eliminacjach | Wyniki kierowców | Wyniki kierowców | Wyniki konstruktora | Wyniki konstruktora |
| 2020  |                |                 | Austria                              |                                      | Węgry                                | Wielka Brytania                      | Wielka Brytania                      | Hiszpania                            | Belgia                               | Włochy                               | Toskania                             | Rosja                                | Niemcy                               | Portugalia                           | Emilia-Romania                       | Turcja                               | Bahrajn                              | Bahrajn                              |                                      |                                      |                                      |                                      |                                      |                                      | Pkt.             | Msc.             | Pkt.                | Msc.                |
| ----- | -------------- | --------------- | ------------------------------------ | ------------------------------------ | ------------------------------------ | ------------------------------------ | ------------------------------------ | ------------------------------------ | ------------------------------------ | ------------------------------------ | ------------------------------------ | ------------------------------------ | ------------------------------------ | ------------------------------------ | ------------------------------------ | ------------------------------------ | ------------------------------------ | ------------------------------------ | ------------------------------------ | ------------------------------------ | ------------------------------------ | ------------------------------------ | ------------------------------------ | ------------------------------------ | ---------------- | ---------------- | ------------------- | ------------------- |
| 2020  | Red Bull-Honda | Alexander Albon | 13†                                  | 4                                    | 5                                    | 8                                    | 5                                    | 8                                    | 6                                    | 15                                   | 3                                    | 10                                   | NU                                   | 12                                   | 15                                   | 7                                    | 3                                    | 6                                    | 4                                    |                                      |                                      |                                      |                                      |                                      | 105              | 7                | 319                 | 2                   |
| 2020  | Red Bull-Honda | Max Verstappen  | NU                                   | 3                                    | 2                                    | 2                                    | 1                                    | 2                                    | 3                                    | NU                                   | NU                                   | 2                                    | 2                                    | 3                                    | NU                                   | 6                                    | 2                                    | NU                                   | 1                                    |                                      |                                      |                                      |                                      |                                      | 214              | 3                | 319                 | 2                   |
| 2021  |                |                 | Bahrajn                              | Emilia-Romania                       | Portugalia                           | Hiszpania                            | Monako                               | Azerbejdżan                          | Francja                              |                                      | Austria                              | Wielka Brytania                      | Węgry                                | Belgia                               | Holandia                             | Włochy                               | Rosja                                | Turcja                               | Stany Zjednoczone                    | Meksyk                               |                                      | Katar                                | Arabia Saudyjska                     |                                      | Pkt.             | Msc.             | Pkt.                | Msc.                |
| 2021  | Red Bull-Honda | Sergio Pérez    | 5                                    | 11                                   | 4                                    | 5                                    | 4                                    | 1                                    | 3                                    | 4                                    | 6                                    | 16                                   | NU                                   | 19                                   | 8                                    | 5                                    | 9                                    | 3                                    | 3                                    | 3                                    | 4                                    | 4                                    | NU                                   | 15†                                  | 190              | 4                | 585,5               | 2                   |
| 2021  | Red Bull-Honda | Max Verstappen  | 2                                    | 1                                    | 2                                    | 2                                    | 1                                    | 18†                                  | 1                                    | 1                                    | 1                                    | NU                                   | 9                                    | 1                                    | 1                                    | NU                                   | 2                                    | 2                                    | 1                                    | 1                                    | 2                                    | 2                                    | 2                                    | 1                                    | 395,5            | 1                | 585,5               | 2                   |